# Інфібуляція

4 типи калічення вульви. Інфібуляція − тип ІІІ

Інфібуляція − ритуальне видалення зовнішніх жіночих геніталій (голівки клітора, малих та великих статевих губ) і зшивання решти вульви без медичних показань. На місці статевих органів після операції залишається гладка поверхня з невеликим отвором для сечовипускання й менструальних виділень.
Конвенцією Ради Європи про запобігання насильству проти жінок і домашньому насильству та боротьбу з цими явищами інфібуляція визнана каліченням жіночих геніталій і сторони Конвенції мають забезпечити її криміналізацію (ст.38).
Операції здійснюють переважно в Північній Африці, зокрема, в Джибуті, Еритреї, Ефіопії, Сомалі, Судані, Єгипті, Малі, Сомалі. На Землі проживають близько 200 мільйонів дівчат та жінок, яким виконана ця операція.

## Причини
Інфібуляція не має жодних медичних показань. Практику її здійснення виправдовують такими причинами:
- у регіонах, де вона здійснюється, є частиною звичаїв, які не можна порушувати через соціальний тиск і страх соціального неприйняття;
- операція часто вважається елементом виховання дівчини та підготовкою її до повноліття і шлюбу;
- покликана забезпечувати цноту жінки до шлюбу;
- придушує сексуальний потяг жінки, та, як вбачається, позашлюбний секс;
- пов'язана з уявленнями про скромність та жіночність.

## Проведення та наслідки
Інфібуляцію в більшості випадків здійснюють у домашніх умовах без анестезії з використанням, як правило, грубих і не стерилізованих інструментів. Інструменти використовуються багато разів, тому зростає ризик захворювань, що передаються через кров, серед яких ВІЛ та СНІД. Якщо після операції настає смерть, звинувачують не того, хто проводив операцію, а «злих духів» чи «долю».
Згодом дівчині проводять зворотню операцію (розсічення), щоб уможливити вагінальний секс. У деяких народів у шлюбну ніч чоловік бере ніж і розрізає ним промежину дружини. Після зачаття її знову зашивають. При пологах знову розрізають, згодом повторно зашивають.
У західних країнах інфібуляція створює труднощі для акушерок і лікарів при наданні передпологової і післяпологової допомоги. Для прийому пологів у жінок, яким була зроблена така операція, фахівці повинні пройти спеціальну підготовку.